# 350 Ornamenta
350 Ornamenta este un asteroid din centura principală, descoperit pe 14 decembrie 1892, de Auguste Charlois.